# (376) Geometria
(376) Geometria est un astéroïde de la ceinture principale découvert par Auguste Charlois le 18 septembre 1893.